# Did It Again
«Did It Again» (укр. «Зробила це знову») — другий сингл колумбійської співачки Шакіри з однойменного альбому, випущений 16 жовтня 2009 року лейблом Epic. Випущена також іспаномовна версія пісні під назвою «Lo Hecho Está Hecho» (укр. Що зроблено, те зроблено), орієнтовано переважно для Латинської Америки та Іспанії.

## Відеокліп
Кліп знято Софі Мюллер (англ. Sophie Muller) 17 і 18 вересня 2009 року в Лос-Анджелесі, Каліфорнія, США, а випущено 30 жовтня того ж року . Також випущено відео для іспанської версії пісні.
На початку кліпу Шакіра знаходиться в сауні з жінками в білому одязі. Потім у кімнаті вона кидає своєму коханому виклик на романтичну дуель бойових мистецтв. Вони то змагаються, то зупиняються, то знову починають імпровізований «бій». Урешті-решт співачка перемагає. У кінці Шакіра танцює у блискучому вбранні під гру кореянок-барабанщиць.

## Список композицій і форматів
| Світ — digital download 1. «Did It Again» — 3:12 Латинська Америка — digital download 1. «Lo Hecho Está Hecho» — 4:25 Німеччина maxi-CD 1. «Did It Again» — 3:12 2. «Did It Again» Benassi Remix — 5:55 Туреччина — digital single 1. «Did It Again» — 3:12 2. «Did It Again» (з Kid Cudi) — 5:55 3. «Lo Hecho Está Hecho» — 4:25 | Латинська Америка/Іспанія — download single 1. «Did It Again» — 3:12 2. «Did It Again» (з Kid Cudi) Benassi Remix — 5:58 3. «Lo Hecho Está Hecho» (featuring Pitbull) — 4:24 4. «Did It Again» music video — 3:29 Франція/Велика Британія — download single 1. «Did It Again» — 3:12 2. «Did It Again» (з Kid Cudi) — 3:47 3. «Did It Again» (з Kid Cudi) Benassi Remix — 5:58 4. «Did It Again» (з Kid Cudi) Superchumbo Remix — 7:41 5. «Did It Again» (з Kid Cudi) DJ Laz Extended Remix — 4:02 |

### Офіційні версії
1. Did It Again (альбомна версія)
2. Did It Again (сингл-версія)
3. Did It Again (головна версія) (з Kid Cudi)
4. Did It Again (DJ Laz Extended Remix) (Feat. Kid Cudi)
5. Did It Again (DJ Laz Dub Remix) (Feat. Kid Cudi)
6. Did It Again (DJ Laz Radio Remix) (Feat. Kid Cudi)
7. Did It Again (DJ Laz Instrumental Remix) (Feat. Kid Cudi)
8. Did It Again (Benny Benassi Remix) (Feat. Kid Cudi)
9. Did It Again (Benny Benassi Dub Remix) (Feat. Kid Cudi)
10. Did It Again (Benny Benassi Radio Remix) (Feat. Kid Cudi)
11. Did It Again (Superchumbo Club Mix) (Feat. Kid Cudi)
12. Did It Again (Superchumbo Radio Remix) (Feat. Kid Cudi)
13. Did It Again (Superchumbo Dub Remix) (Feat. Kid Cudi)
14. Lo Hecho Esta Hecho (Album Version)
15. Lo Hecho Esta Hecho (Main Version (Feat. Pitbull)
16. Lo Hecho Esta Hecho (Single Version)

## Чарти
| Чарт                               | Найвища позиція |
| ---------------------------------- | --------------- |
| Австрія (Ö3 Austria Top 75)        | 34              |
| Чехія (IFPI)                       | 27              |
| Данія (Tracklisten)                | 16              |
| Німеччина (Media Control Charts)   | 34              |
| Ірландія (IRMA)                    | 17              |
| Італія (FIMI)                      | 15              |
| Швеція (Sverigetopplistan)         | 36              |
| Швейцарія (Media Control Charts)   | 29              |
| Велика Британія (UK Singles Chart) | 26              |
| США (Hot Dance Club Songs)         | 1               |